# Małgorzata Korytkowska
Małgorzata Maria Korytkowska (ur. 1942) – językoznawca, bułgarystka, profesor zwyczajny.

## Życiorys
Małgorzata Korytkowska jest specjalistką z zakresu językoznawstwa słowiańskiego. W 1990 uzyskała stopień doktora habilitowanego w zakresie językoznawstwa słowiańskiego dzięki pracy „Z problematyki składni konfrontatywnej - na przykładzie bułgarskich i polskich zdań bezpodmiotowych”. W 1995 roku przyznano jej tytuł profesora nauk humanistycznych. Jest promotorką ośmiu rozpraw doktorskich oraz recenzentką dwóch rozpraw habilitacyjnych.

## Pełnione funkcje
- kierownik Katedry Slawistyki Południowej Uniwersytetu Łódzkiego (1995–2012)[4][5]
- przewodnicząca Komitetu Słowianoznawstwa Polskiej Akademii Nauk (2007–2010, 2011–2014)[6]
- przewodnicząca Komitetu Narodowego ds. Współpracy z Międzynarodowym Komitetem Slawistów (2008–2010, 2011–2014)[6]
- redaktor naczelny czasopisma „Studia z Filologii Polskiej i Słowiańskiej” (od 2014)[7]
- redaktor naczelny rocznika „Południowosłowiańskie Zeszyty Naukowe. Język, literatura, kultura” (2004–2012)[6]
- ekspert UKA w zespole akredytacyjnym filologii słowiańskich (2002–2006)[6]

## Członkostwo w gremiach naukowych
- członek Rady naukowej Instytutu Slawistyki PAN
- członek Komitetu Słowianoznawstwa (1999–2002, 2003–2010)
- członek Międzynarodowego Komitetu Slawistów (2008–)
- członek Komisji Bałkanistycznej przy Komitecie Słowianoznawstwa PAN (2007–2010)
- członek Polskiego Towarzystwa Językoznawczego

## Publikacje[8]
Małgorzata Korytkowska jest autorką lub współautorką 20 książek i blisko 130 artykułów. Poruszana tematyka koncentruje się na semantyce i składni języków słowiańskich, zwłaszcza bułgarskiego i polskiego w ujęciu konfrontatywnym, kategorii modalności i strukturach predykatowo-argumentowych.

## Odznaczenia i nagrody[6]
- 1977 - nagroda Sekretarza Naukowego PAN dla zespołu autorskiego „Atlasu językowego kaszubszczyzny i dialektów sąsiednich" (XVII tomów)
- 1978 - medal „100 godini na BAN”
- 1982 - wyróżnienie „1300 godini Byłgarija"
- 1997 - nagroda Rektora Uniwersytetu Łódzkiego za osiągnięcia naukowe
- 1999 - list gratulacyjny Ministerstwa kultury Republiki Bułgarii: „Za wkład w rozwój i popularyzację kultury bułgarskiej" („За принос в развитието и популяризирането на българската култура")
- 2001 - list gratulacyjny Prezydium Bułgarskiej Akademii Nauk: „Za zasługi dla bułgarystyki i istotny wkład w rozwój filologii bułgarskiej i komparatystyki” („За заслуги към българистиката, за съществен принос в развитието на българската филология и компаративистиката")
- 2008 - Medal Komisji Edukacji Narodowej
- 2012 - Złota odznaka za „istotny wkład w rozwój i popularyzację bułgarystycznych badań językoznawczych” przyznany przez Instytut Języka Bułgarskiego przy BAN